# Vojo Ubiparip
Vojo Ubiparip (cirill betűkkel: Bojo Убипapип ; Újvidék, 1988. május 10. –) szerb labdarúgó, a Spartak Zlatibor Voda játékosa.

## Sikerei, díjai
- FK Vojvodina:
  - Szerb labdarúgó-bajnokság bronzérmes: 2006–07

- KKS Lech Poznań:
  - Lengyel labdarúgó-bajnokság bajnok: 2014–15
  - Lengyel labdarúgó-bajnokság ezüstérmes: 2012–13, 2013–14
  - Lengyel labdarúgókupa döntős: 2011, 2015

- Željezničar
  - Bosznia-hercegovinai kupa: 2017–18